# 佐藤仁徳
佐藤 仁徳（さとう じんとく、1971年7月25日 - ）は、日本の元プロボクサー。本名は字は同じだが、読みは「まさのり」。宮城県宮城郡七ヶ浜町出身。日本ウェルター級王座10度の防衛に成功した。七ヶ浜町立七ヶ浜中学校、仙台育英学園高等学校、東北福祉大学卒。

## 略歴
- 仙台育英高時代は夏の甲子園準優勝投手・大越基と同級だった。なお、大越とは小学校も同じだった（中学校は異なる）。
- 1989年10月3日、高校在学中に地元・仙台ボクシングジムからプロデビュー（2回TKO勝ち）。
- 1992年4月7日、デビューから11戦連続KO勝ちの実績を引っ提げ、日本王座初挑戦。日本ウェルター級王座10度防衛中の吉野弘幸に挑むが、4回TKO負け。プロ初黒星を喫した。
- 吉野戦後2戦連続KO勝ちし、1993年2月10日、日本王座再挑戦。佐藤戦後、防衛回数を「14」まで伸ばした吉野が世界挑戦準備のため返上したウェルター級王座を大東旭と争い、6回TKO勝ち。15戦目にして王座奪取に成功。王座獲得後、リングネームの読みを本名の「まさのり」から「じんとく」に変更する。
- 1993年4月26日、地元・仙台で初防衛戦。宅間健夫を2回KOに降す。
- 1993年7月12日、日本王座在位のままOPBF東洋太平洋ウェルター級王者朴政吾（韓国）に挑戦。初回、王者をダウン寸前まで追い詰めたが、続く2回に逆襲に遭い、結局この回でTKO負け。王座獲得ならず。その後は日本王者として防衛戦を重ね、1994年まで5度の防衛に成功。
- 1995年2月13日、元WBA世界ジュニアウェルター級（現:スーパーライト級）王者モーリス・イースト（フィリピン）とノンタイトル戦。ダウンを奪われる等の苦戦を強いられたが、10回判定勝ちを収めた。
- その後は日本王座防衛戦を続けながら世界初挑戦の機会を待ち続けていたが、10度目の防衛成功後の1996年8月30日に引退表明。11月24日付けで王座を返上した。当初、6月に仙台でWBA世界ジュニアミドル級（現:スーパーウェルター級）王者フリオ・セサール・バスケス（アルゼンチン）への挑戦が内定したものの、王者側の都合で中止となった。さらに、8月にバスケスが王座から陥落。これにより世界挑戦の可能性が事実上消滅し、現役続行へのモチベーションが低下したのが引退の理由だった。
- 引退後は母校・仙台育英高校でボクシング部のコーチをしていたが、1999年に東北福祉大学に社会人特別選抜試験で入学し教員免許を取得。母校で教師となる。また、仙台育英高校の寮の寮監も務めていたが、同校ボクシング部が事情により廃部になり、同校を退職。